# Raglan Castle
Raglan Castle (walesiska: Castell Rhaglan) är ett slott i Storbritannien.   Det ligger i kommunen Monmouthshire och riksdelen Wales, i den södra delen av landet, 190 km väster om huvudstaden London. Raglan Castle ligger 61 meter över havet.
Terrängen runt Raglan Castle är platt åt nordväst, men åt sydost är den kuperad. Runt Raglan Castle är det ganska tätbefolkat, med 96 invånare per kvadratkilometer. Närmaste större samhälle är Cwmbran, 17,5 km sydväst om Raglan Castle. Trakten runt Raglan Castle består i huvudsak av gräsmarker.